# Fruta triturada
La fruta triturada es un alimento tradicionalmente consumido por aquellas personas con problemas de masticación o deglución. Normalmente se prepara con fruta madura.
En la actualidad y cada vez más, debido a las normas de higiene y seguridad alimentaria, al control de los costes de las empresas y al incremento de los usuarios del sector sanitario-geriátrico, es necesario que este alimento se envase de forma industrial. 